# Hypostomus multidens
Hypostomus multidens är en fiskart som beskrevs av Jerep, Shibatta och Claudio Henrique Zawadzki 2007. Hypostomus multidens ingår i släktet Hypostomus och familjen Loricariidae. Inga underarter finns listade i Catalogue of Life.